# Olympia-Bobbahn Mount Van Hoevenberg
Koordinaten: 44° 13′ 12,8″ N, 73° 55′ 16,8″ W
Die Olympia-Bobbahn Mount Van Hoevenberg (englisch Mount Van Hoevenberg Olympic Bobsled Run) ist eine Kunsteisbahn für Rennrodeln, Bobsport und Skeleton in Lake Placid im US-Bundesstaat New York. Die Bahn war bei den Olympischen Winterspielen 1932 Austragungsort für die Wettbewerbe im Bobsport. Bei den Winterspielen 1980 und den Goodwill Games 2000 wurden zusätzlich auch Wettbewerbe im Rennrodeln ausgetragen.
Der dritte und aktuelle Streckenverlauf wurde 2000 fertiggestellt. 2010 wurde die Bahn ins National Register of Historic Places eingetragen.

## Geschichte
Die Bobbahn wurde 1930 anlässlich der Olympischen Winterspiele 1932 erbaut. Sie war nach Angaben des National Park Service eineinhalb Meilen lang und ringsum von einem Wald umgeben. Der Streckenverlauf wurde von dem Deutschen Stanislaus Sentzytsky entworfen. Auf Grund eines stärkeren Kurvenabfalls als bei den europäischen Bahnen konnten auf der Bahn höhere Geschwindigkeiten erreicht werden. Mit dem Gewinn von zwei Goldmedaillen und einer Silbermedaille der Amerikaner bei den Spielen 1932 wurde das Interesse am Bobsport im Land größer und im Laufe der Jahre etablierten sich die US-Amerikaner in der Weltspitze.
Vor den Olympischen Winterspielen 1932 fanden Bobrennen an einem steilen Hang statt, an dem im Rahmen der Olympischen Spiele 1932 der MacKenzie Intervale Ski Jumping Complex errichtet wurde. Unter der Leitung von Henry Homburger wurde die Bahn in den Jahren 1929 bis 1930 am Mount Van Hoevenberg vermessen. Der Bau dauerte von August bis Dezember 1930. Am 25. Dezember 1930 wurde die Bahn freigegeben. Die Bahn war 2.366 m lang und hatte 26 Kurven mit einem Höhenunterschied von 228 m und einer durchschnittlichen Neigung von 9,6 %.
Nach den Spielen 1932 wurden die ersten 829 Meter und zehn Kurven der Strecke entfernt, wodurch die Länge der Strecke auf 468 Meter, mit 16 Kurven und einer durchschnittlichen Steigung von 9,3 % verkürzt wurde. Mit der Bob-Weltmeisterschaft 1949, die auf der Bahn ausgetragen wurde, fand zum ersten Mal in der Geschichte eine Bob-Weltmeisterschaft außerhalb Europas statt. Überschattet wurde die Weltmeisterschaft durch den Tod des Belgiers Max Houben, der im Training in der „Shadykurve“ gestürzt war. Die belgische Mannschaft zog sich daraufhin zurück.
Nachdem die Sicherheit der Bahn verbessert worden war, fand 1961 wieder eine Bob-Weltmeisterschaft in Lake Placid statt. Nachdem am 22. Februar 1966 dem Italiener Sergio Zardini die „Zick-Zack-Kurven“ zum tödlichen Verhängnis wurden, wurden erneute Sicherheitsmaßnahmen getroffen.
Es folgten weitere Bob-Weltmeisterschaften in den Jahren 1969, 1973 und 1978. 1978 erfolgte von September bis Februar 1979 wurde die Bahn zu einer Kunsteisbahn aus Stahlbeton umgebaut und im Dezember 1979 freigegeben. Zwei Jahre zuvor wurde im Herbst zusätzlich eine separate Rennrodelbahn für die Olympischen Winterspiele 1980 gebaut. Die im Februar 1979 fertiggestellte Bahn war die erste Rodelbahn des Landes. Während den Vorbereitungen für die Olympischen Spiele 1980 wurde eine kombinierte Bob- und Rodelbahn gebaut. Nach den Spielen fanden auf beiden Strecken 1983 sowohl die Bob- als auch die Rennrodel-Weltmeisterschaften statt.
In den 1990er Jahren fanden erstmals Rennen im Skeleton auf der Bobbahn statt, so auch die Weltmeisterschaft 1997. Zur Jahrtausendwende wurden Teile beider Strecken abgerissen und anlässlich der Goodwill Games 2000 wurde eine neue Bahn errichtet, die im Januar 2000 fertiggestellt wurde. Die Bahn ist seit Ende der Olympischen Winterspiele 1980 Teil des Lake Placid Olympic Sports Complex und wird durch die Olympic Regional Development Authority (ORDA) verwaltet.
Im Jahr 2009 fanden auf der Bahn erstmals die Weltmeisterschaften im Bob, Rennrodeln und Skeleton gemeinsam in einem Jahr statt, in dem keine Olympischen Spiele abgehalten wurden. 2012, 2014 und 2018 war die Bahn Austragungsort der Rennrodel-Amerika-Pazifikmeisterschaften, die jeweils im Race-im-Race-Modus mit dem Rennrodel-Weltcup ausgetragen wurden.

## Kurven
| Kurve | Name                | Hintergrund des Namens |
| ----- | ------------------- | --- |
| 2–3   | Cliffside           | Benannt nach der ursprünglichen Cliffside-Kurve, weil die Strecke entlang einer Klippe gelegen war. |
| 4     | Whiteface           | Nach dem Whiteface Mountain in den Adirondack Mountains (New York) benannt. Bei den Rennrodelwettbewerben Einsitzer der Frauen, Doppelsitzer und Teamstaffel starten die Athletinnen und Athleten an einem Starthaus nahe dieser Kurve und kommen in dieser Kurve auf die Bahn.                                                  |
| 5–9   | Devil’s Highway     | Kurven (5 bis 7), gefolgt von zwei kurzen, aufeinander folgenden Kurven (8, 9). |
| 10    | Shady II            | Benannt nach der Shady-Kurve auf der Strecke von 1932. Diese Kurve wurde so benannt, weil sie immer im Schatten lag, auch wenn der Rest der Strecke sonnig war. |
| 11–13 | Labyrinth           | Drei schnelle Kurven in Folge. |
| 14    | Benham’s bend       | Benannt nach Stanley Benham, der bei den Bob-Weltmeisterschaften 1949 in Lake Placid die Goldmedaille im Vierer-Bob gewann. |
| 15–16 | Schikane            | Zwei kleinere, rollende Kurven auf einer langen Geraden vor Kurve 17. Die richtige Linie durch die Schikane ist eine geradlinige Fahrt zwischen dem Ausgang von Kurve 14 und dem Eingang von Kurve 17. |
| 17–19 | Heart curve Trickle | Die Kurvenkombination wurde nach dem populären Wisconsin-Kurzstrecken-Autorennfahrer und ehemaligen NASCAR-Fahrer Dick Trickle benannt. Dieser nahm 2006 an der Bodine Bobsled Challenge teil und stürzte in beiden Läufen in dieser Kurvenkombination. Die Ziellinie für die Skeletonwettbewerbe liegt am Ausgang von Kurve 19. |
| 20    | Ziel                | Ende der Strecke, Ziellinie für die Bob- und Rennrodelwettbewerbe. |

## Rekorde
| Disziplin            | Bahnrekord                                                                                      | Startrekord                                                  |
| Bobsport             | Bobsport                                                                                        | Bobsport                                                     |
| -------------------- | ----------------------------------------------------------------------------------------------- | ------------------------------------------------------------ |
| Zweierbob der Frauen | Sandra Kiriasis/Romy Logsch 15. Dezember 2007 56,94 s                                           | Kaillie Humphries/Shelley-Ann Brown 15. Dezember 2007 5,54 s |
| Rennrodeln           |                                                                                                 |                                                              |
| Einsitzer der Männer | Tucker West 1. Dezember 2019 50,607 s                                                           | Semjon Pawlitschenko 1. Dezember 2019 6,300 s                |
| Einsitzer der Frauen | Julia Taubitz 30. November 2019 43,658 s                                                        | Tatjana Hüfner 6. Februar 2009 6,350 s                       |
| Doppelsitzer         | Toni Eggert/Sascha Benecken 15. Dezember 2017 43,372 s                                          | Tobias Wendl/Tobias Arlt 8. Februar 2013 6,202 s             |
| Teamstaffel          | Erin Hamlin, Christopher Mazdzer, Justin Krewson/Andrew Sherk 5. Dezember 2015 2:32,716 Minuten |                                                              |
| Skeleton             |                                                                                                 |                                                              |
| Männer               | Alexander Tretjakow 13. Dezember 2019 52,87 s                                                   |                                                              |
| Frauen               | Janine Flock 9. November 2017 54,69 s                                                           |                                                              |